# 洪天姣
洪天姣（1839年—1860年代？），是太平天国的人物，天王洪秀全的女儿。
洪天姣的母亲是洪秀全的原配、又正月宫赖莲英。他的同母弟弟是幼天王洪天貴福。洪天贵福五岁时随父来到南京（后来定都，改为天京），1854年六岁时读书，由一个大他十岁的姐姐洪天姣执教，没有专门聘请先生。洪天姣许配给广东人金王钟万信为妻，尚未成婚。1864年，天京被清军攻克，洪天贵福跟随李秀成突围，洪天姣留在城内未出，后下落不详。